# Carpinus rankanensis
Carpinus rankanensis là một loài thực vật có hoa trong họ Betulaceae. Loài này được Hayata mô tả khoa học đầu tiên năm 1916.